# Glosar de muzică
Prezentul glosar conține termeni din domeniul muzicii, instrumentelor muzicale, spectacolelor muzicale și dansului.

## A
- a - notație literală pentru nota muzicală la.
- Abendmusik - denumire germană utilizată, în secolele al XVII-lea și al XVIII-lea, pentru concertele care aveau loc în biserică duminică seara.
- Abgesang - al doilea element component, cu caracter conclusiv, din cadrul structurii Barform.

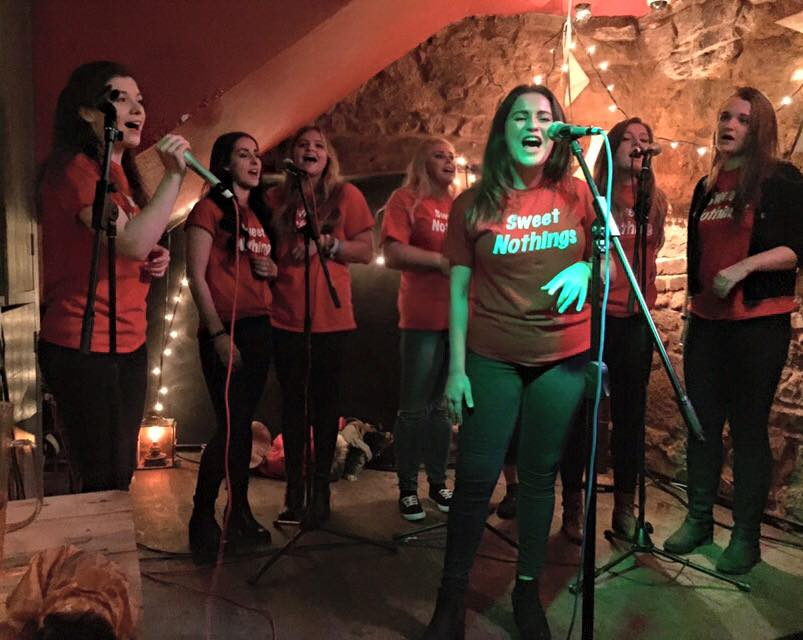
Grupul a cappella "Sweet Nothings"

- a cappella - (despre muzică sau despre formații corale) (care se face) fără acompaniament instrumental (în muzica vocală polifonică începând cu secolul al XVIII-lea).
- accelerando - termen care indică o grăbire progresivă a mișcării, a execuției unei bucăți muzicale.
- accent - element periodic care marchează duratele ritmice mai lungi și timpii tari ai măsurii; evidențiere a unui sunet prin amplificarea sonorității acestuia.
- acciaccatura - ornament melodic ce constă într-o notă foarte rapidă care precede sunetul principal.
- accident - vezi alterație.
- acoladă - semn grafic de forma a două fragmente de arc unite, prin care se arată că mai multe portative sunt legate între ele.
- acompaniament:

- însoțire a unei melodii cu altă melodie potrivită; totalitatea elementelor armonice, ritmice, subordonate uneia sau mai multor linii melodice principale (vocale sau instrumentale);
- parte muzicală, instrumentală sau orchestrală, care însoțește, susține sau completează un solist sau un ansamblu coral.
- acompaniator - persoană, de obicei instrumentist, care îl acompaniază pe solist; exemplu: pianistul.
- acompaniere - executare (vocală sau instrumentală) a părții de acompaniament a unei piese muzicale.
- acord - combinații de mai multe sunete interpretate simultan, care împreună formează o unitate organică.
- acord (notație) - notație pentru acorduri muzicale.
- acordare - reglarea unui instrument muzical astfel încât să emită sunete corelate în raport cu un sunet fundamental fix.

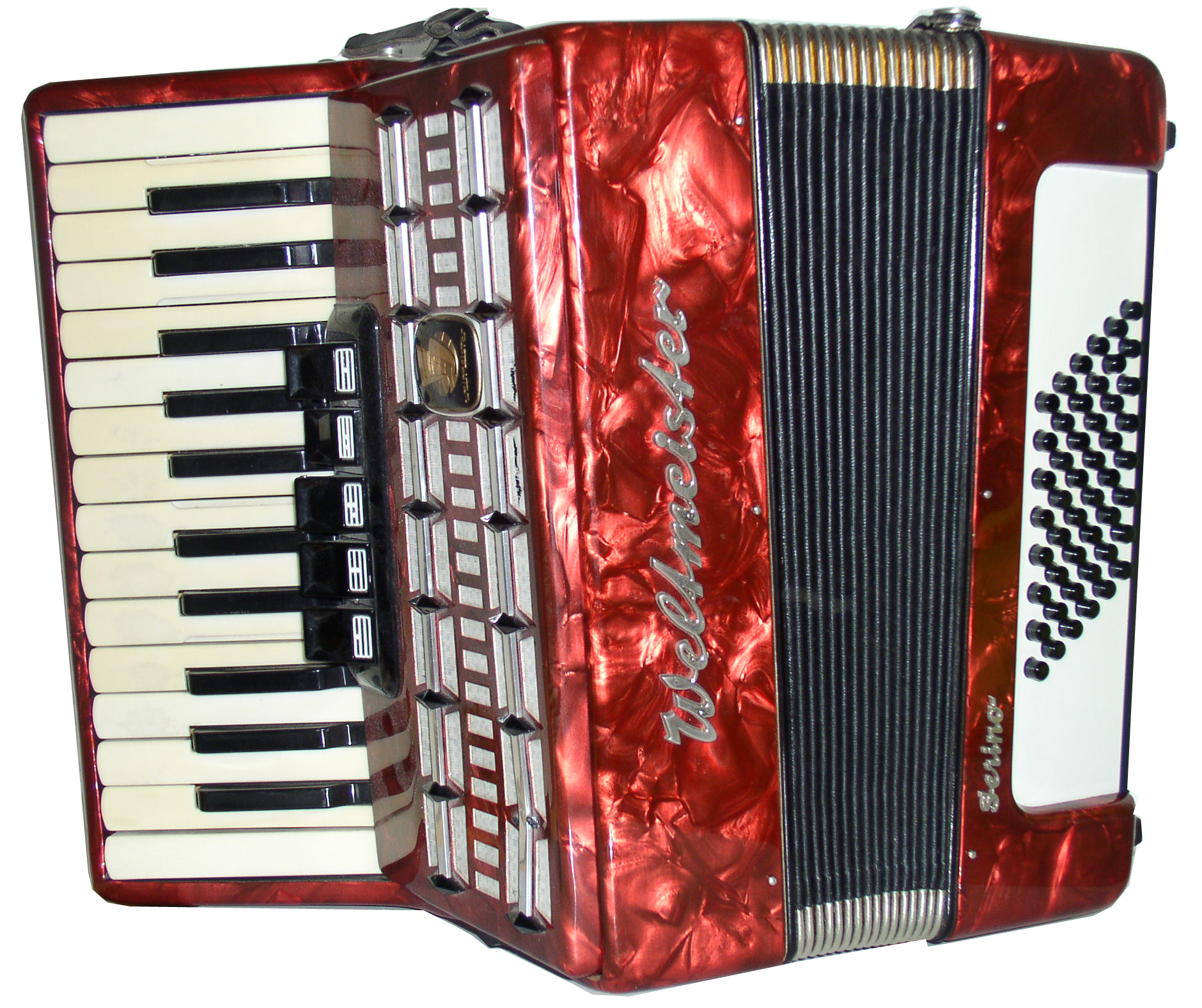
Acordeon Weltmeister

- acordeon - instrument muzical cu claviatură ale cărui ancii vibrează datorită curentului de aer care iese dintr-un burduf manipulat de executant.
- acordic - care aparține acordicii, care se referă la acordică sau la acordurile muzicale; care intră în componența acordului muzical.
- acordică - disciplină care se ocupă cu studiul diferitelor acorduri muzicale construite din terțe necombinate cu alte elemente ale muzicii.
- acordor:

- specialist în acordarea și repararea unor instrumente muzicale cu corzi și claviatură;
- unealtă care servește la acordarea unor instrumente muzicale cu corzi și claviatură;
- act (teatru, operă, operetă) - parte principală a unei piese de teatru sau operă, reprezentând o etapă în desfășurarea acțiunii, având ca subdiviziuni tabloul și/sau scena.
- acuitate - grad de înălțime pe care îl poate atinge o voce sau un instrument muzical.
- acustică:

-  disciplină muzicală care se ocupă cu studiul sunetelor folosite în muzică și al legilor perceperii lor;
- calitate a unui loc, a unui mediu etc. de a permite receptarea clară și nedeformată a sunetelor (sală de concerte, de spectacole etc).
- adagio:

- (indică modul de executare a unei bucăți muzicale) în tempo lent, rar;
- (parte dintr-o) compoziție muzicală care se cântă într-un tempo lent;
- prima parte lentă, executată de doi soliști, într-un balet clasic („pas de deux”).
- ad libitum - în mod liber, după voie cu privire la tempo, ritm, interpretare sau cu privire la instrumentație (includerea sau omiterea unor voci sau instrumente).
- afon -  (persoană) care nu poate cânta corect, care nu are voce.
- afterbeat - denumire a timpilor pari sau"slabi"; contratimp; (prin extensie) accentuarea timpului par.
- agem - semn în notele muzicale orientale bisericești.
- agiato - (indică modul de executare a unei bucăți muzicale) rar și liniștit.
- agile - (indică modul de executare a unei bucăți muzicale) cu agilitate, în mod sprinten.
- agitato - (indică modul de executare a unei bucăți muzicale) în mod agitat, tulburat.
- agogică - teorie care se ocupă cu schimbările mișcării ritmice în timpul execuției unei piese muzicale.
- alterat - (despre sunete sau acorduri) ridicat sau coborât cu un semiton sau două.
- alterație (sau alterare):

- urcare sau coborâre a unei note cu un semiton, punând, înaintea ei, diezul sau bemolul; sinonim: accident;
- semn pus înaintea unei note muzicale, care indică modificarea înălțimii unui sunet.
- ambușură - parte a unui instrument de suflat prin care se suflă aerul cu gura; sinonim: muștiuc.
- anarcho-punk - stil de punk rock care promovează anarhismul.
- ancie - mică lamă elastică de lemn (trestie) sau de metal, așezată la gura unui instrument de suflat pentru a produce sunetele sau pentru a le intensifica; sinonim: pană.
- ansamblu (muzical) - grup de interpreți; compoziție muzicală scrisă pentru un astfel de grup.

- ansamblu vocal - grup de cântăreți care interpretează împreună o piesă muzicală; vezi și muzică vocală.

- anthem - compoziție corală sacră, similară cu motetul, pe texte biblice, specifică Bisericii Anglicane.
- antract - reprezintă pauza dintre două acte ale unui spectacol.
- apogiatură - ornament melodic care constă dintr-unul sau mai multe sunete secundare care precedă sunetul principal (aflat la altă înălțime), la interval de un ton sau de un semiton.

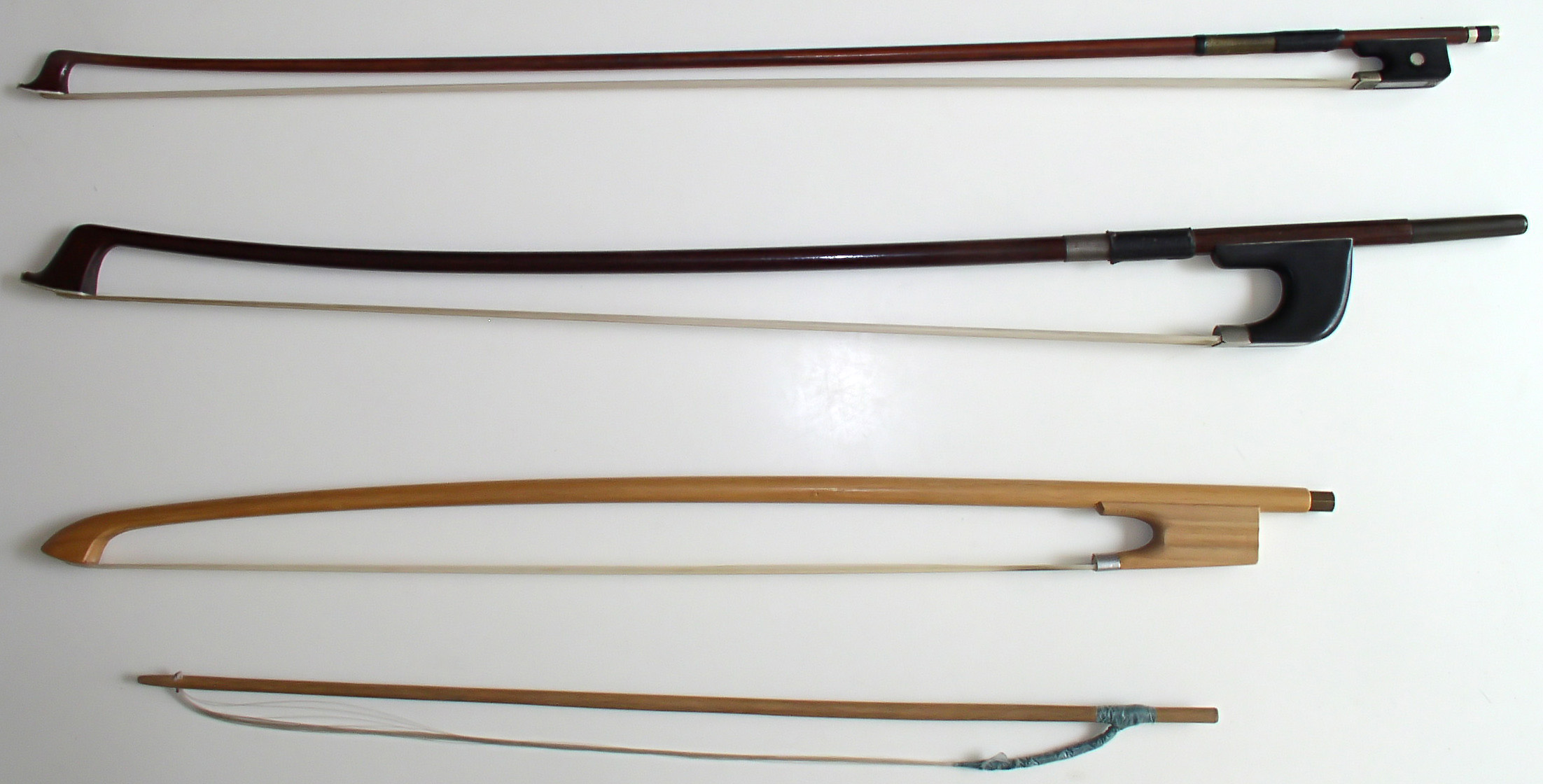
Diverse tipuri de arcușuri

- arcuș – vergea între capetele căreia sunt întinse fire de păr de cal, care servește la producerea sunetelor la instrumentele muzicale (cu coarde).
- arioso –  stil al muzicii vocale care caracterizează momentele dramatice din recitativul de operă, conferindu-le elocvență, cantabilitate și patetism printr-o desfășurare unitară, de suflu larg.
- armonicele unui sunet fundamental - vezi sunete armonice.
- armoniu - instrument cu claviatură, asemănător cu orga, la care sunetele sunt produse de vibrarea unor lame metalice la presiunea aerului ieșit dintr-un burduf acționat cu pedale.
- atac – emisiune mai accentuată a unui sunet.
- audibilitate - proprietate a unei sunet de a genera senzația de auz.

## B

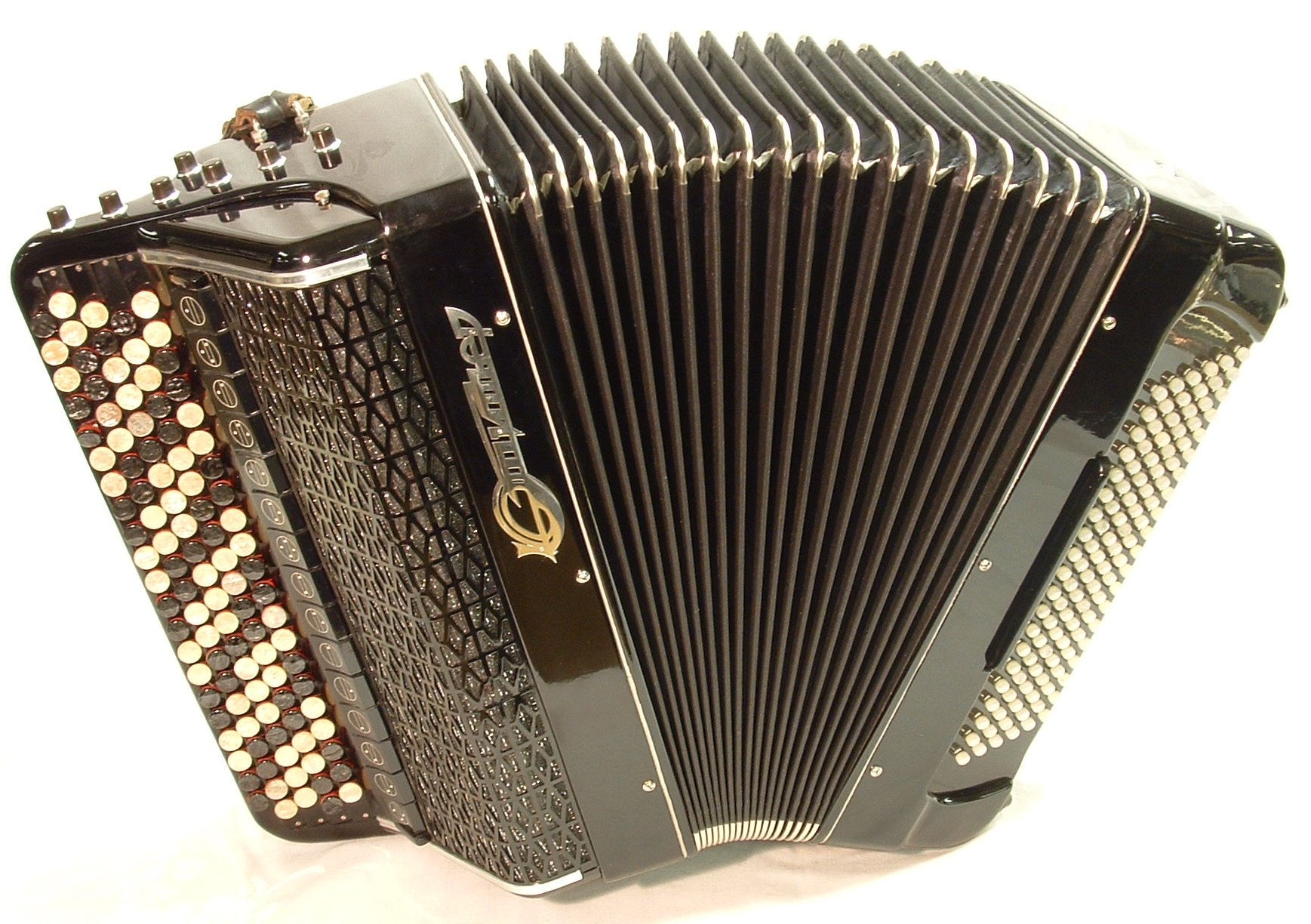
Baian

- b - notație literală pentru sunetul si bemol în țările germanice.
- babillage - compoziție instrumentală care nu urmează nicio regulă în ordinea motivelor și a dezvoltării.
- bacanală - piesă instrumentală sau orchestrală, din perioada clasică și romantică, cu ritm alert, punctat cu acorduri și sonorități ample.
- backing vocalist (sau backup singer) - solist vocal ce interpretează împreună cu solistul principal, cu alți interpreți sau singur partea de fundal a unei melodii (sinonim: backup singer).
- badinerie:

- piesă instrumentală cu ritm vioi, caracter glumeț, vesel (din suitele franceze și germane din secolul al XVIII-lea;
- dans francez de origine populară, în măsură binară, avînd caracter glumeț; melodie după care se execută acest dans.
- bagatelă - piesă muzicală instrumentală de scurtă durată (de obicei având conținut liric), pe o temă ușoară, variată ca expresie și formă; bluetă.
- baghetă:

- vărguță, bastonaș subțire de lemn, de os, de material plastic etc., folosit de dirijor pentru a bate măsura și pentru a conduce orchestra sau corul;
- bețișor de formă variată cu care sînt lovite membranele, coardele sau lamele unor instrumente muzicale;
- vergea de lemn pe care stă întins părul arcușului.
- baian:

- cântăreț de balade, de origine rusă sau ucraineană;
- armonică de mână, cu butoni în loc de clape, folosită de baiani.
- baion - dans modern brazilian, de origine populară; melodie după care se execută acest dans.
- bal - petrecere (publică) cu dans, organizată (seara sau noaptea) într-o sală special pregătită în acest scop.
- baladă - compoziție (vocală) cu acompaniament de pian, tipică pentru perioada romantică, având un ritm lent și un caracter epic descriptiv.
- balafon - instrument de percuție african, asemănător cu xilofonul, format din lame de lemn tare, acordate diatonic; alte denumiri: marimbă, marimbafon.
- balalaică - instrument muzical popular rusesc, alcătuit dintr-o cutie de rezonanță de formă triunghiulară, cu trei coarde.
- balerin - persoană care practică baletul.
- balet:

- gen de dans artistic figurativ, executat după o compoziție muzicală, apărut în epoca Renașterii, dezvoltându-se începând din secolul al XVI-lea;
- spectacol sau acțiune scenică alcătuită din dans (ca element principal), muzică și (uneori) pantomimă; compoziție muzicală scrisă pentru astfel de reprezentații;
- bandă de magnetofon - fâșie magnetizată pe care se imprimă și de pe care se reproduc sunetele cu ajutorul magnetofonului.
- bandleader - conducător al unei formații instrumentale; șef de orchestră.
- bandolă - instrument cu coarde, asemănător cu bandura.
- bandoneon - acordeon mic hexagonal.
- bandotecă - colecție de benzi de magnetofon.
- bandură - instrument muzical popular ucrainean, asemănător cu o chitară cu gâtul scurt, prevăzut cu 8 pînă la 24 de coarde, care emite sunete prin ciupire.

Banjo

- banjo - instrument cu coarde, asemănător cu mandolina, originar din nordul Africii, care are cutia de rezonanță rotundă, făcută din piele, cu gâtul lung, cu 5 pînă la 9 coarde și care emite sunete prin ciupire.
- bară - bucată de lemn lipită în interiorul instrumentelor cu coarde și care contribuie la egalizarea sunetului și la creșterea intensității acestuia;

- lamă metalică încrustată în tastieră având rolul de a localiza sunetul pe coardă.
- bară de măsură - fiecare dintre liniuțele care taie vertical portativul, divizând durata piesei muzicale în unități metrice egale (măsuri).
- bară oblică - element grafic folosit în diverse abreviații muzicale.
- barbiton - instrument muzical mare, asemănător cu lira.
- barcarolă:

- cântec al gondolierilor venețieni;
- compoziție muzicală cu caracter liric și mișcare ritmică, imitând unduirea sau cadența valurilor.
- Barform - denumire germană pentru o formă de lied cultivată în Occidentul medieval, conținând două secțiuni denumite Stollen, iar cea de-a treia Abgesang.
- barifonie - voce cu timbru gros.
- bariolaj - executare rapidă a unei succesiuni de sunete, trecând alternativ de la o coardă la alta.
- bariton:

- (registru de) voce bărbătească intermediară între tenor și bas;
- cântăreț a cărui voce se plasează în acest registru;
- instrument de suflat din alamă, care are, într-o orchestră, un rol analog cu acela al baritonului într-un cor.
- barocco -  (indică modul de executare a unei bucăți muzicale) în stil baroc.
- bas:

- registrul cel mai de jos al vocii bărbătești; sunetul cel mai grav al unui acord muzical;
- cântăreț a cărui voce se plasează în acest registru;
-  instrument care deține în orchestră un rol analog cu acela al basului într-un cor.
- bas-bariton - bas cu calități vocale de bariton.
- basist - instrumentist care cântă la contrabas sau la un alt instrument cu timbru grav, de bas.
- bason:

- fagot;
- mod de a cânta la orgă care seamănă cu timbrul de oboi în registre grave.
- bassetto - instrument cu coarde și arcuș, din secolele al XVII-lea și al XIX-lea, asemănător contrabasului.
- baterie:

- ansamblul instrumentelor de percuție într-o orchestră; instrument alcătuit din mai multe elemente de percuție;
- formulă ritmică realizată cu bateria.
- baterist - cântăreț la baterie.
- battuta - accent, măsură, tact.
- bărbie(r) - dispozitiv mic de lemn aplicat la baza cutiei de rezonanță a unei viori, pe care se sprijină bărbia violonistului.
- bătaie (a măsurii) - mișcare (a mâinii, a baghetei sau a piciorului) prin care se indică măsura, marcând diviziunile grupurilor de note aflate în fiecare unitate delimitată de barele de măsură; vezi și timp, beat.
- beat:

- stil în rockul modern (și în jazz), apărut în deceniul al șaptelea al secolului al XX-lea, care se caracterizează prin accentuarea tuturor celor patru timpi ai unei măsuri;
- bătaie, timp forte al unei măsuri;
- prezență a tobei mari în formațiile instrumentale.
- becar - semn grafic pe portativ care, pus înaintea unei notei muzicale, anulează un bemol sau un diez anterior, redând notei tonul normal.
- belcanto:

- stil de interpretare vocală, specific operei italiene între secolele al XVII-lea și începutul secolului al XIX-lea, care urmărește linia melodică și virtuozitatea interpretării;
- muzică de operă care promovează acest stil.
- bemol - semn grafic, asemănător cu litera "b", pus înaintea unei note sau la începutul unui portativ, pentru a indica coborârea înălțimii sunetului cu un semiton.
- bemolizare - punere a bemolului înaintea unei note muzicale sau la începutul unui portativ.
- bemolizat - (despre sunete) care este caracterizat prin coborârea înălțimii sunetului cu un semiton, cu ajutorul bemolului.
- bending - procedeu de alternare a folosirii arcușului cu ciupirea coardelor (la contrabas).
- berceuse - piesă instrumentală care exprimă un sentiment de duioșie, având la bază un cântec de leagăn.
- bergamacă - vechi dans și cântec popular italian, în măsură binară și cu ritm vioi, care era interpretat de un grup de femei și bărbați așezați în cerc; melodie după care se executa acest dans.
- bergeretă - mică arie cu subiect și aspect pastoral.
- bici  - instrument de percuție, alcătuit din două lame de lemn, care, lovite, reproduc zgomotul loviturii de bici.
- bicinie - compoziție, la început pentru două, apoi pentru mai multe voci, prezentă în muzica polifonică.
- bicord:

- (despre instrumente muzicale) care are două coarde;
-  (despre acorduri) care este cântat pe două coarde;
- acord de două note muzicale.
- bicordatură - gamă dublă executată pe instrumente cu coarde.
- Biedermeier (stil ~) - stil muzical specific primei jumătăți a secolului al XIX-lea, care exprima siguranța, prosperitatea burgheziei din acea perioadă.
- big band - ansamblu mare orchestral de jazz, având peste 20 de instrumentiști.
- bol - surdină din cupe mobile din metal sau cauciuc.
- bolero:

- dans popular spaniol în măsură ternară și ritm legănat, însoțit de acompaniament de chitară și castaniete; melodie după care se execută acest dans;
- cântec și dans cubanez cu ritm ternar și sincopat;
- compoziție simfonică având motive populare spaniole.
- bombardon - instrument de suflat din alamă, având forma unei trompete cu piston, cu timbru și cu registru foarte grave, folosit în fanfară.
- bongos - instrument de percuție alcătuit dintr-o pereche de tobe mici, în formă conică sau cilindrică, utilizat în orchestra de jazz sau în cea simfonică.
- boogie - gen de muzică dance electronică, care combină trăsături stilistice de post-disco cu funk, apărut în SUA în jurul anului 1980.
- boogie-woogie:

- stil de jazz foarte ritmat, apărut în SUA în anii 1930;
- dans ritmat, de origine nord-americană, asemănător cu blues-ul; melodie după care se execută acest dans.
- bop - stil în jazz caracterizat prin folosirea armoniilor cromatice și disonante.
- bopper - muzician care practică stilul bop.
- bossa-nova - dans modern de perechi, în ritm de rumba, de origine braziliană; melodie după care se execută acest dans.
- boss windjammer - șef al unei orchestre pe care o conduce fără a o dirija (cu mâna sau cu bagheta), interpretând la un instrument.
- boston:

- dans lent, asemănător valsului, originar din orașul american Boston; melodie după care se execută acest dans;
- gen pianistic în jazz constând dintr-o alternanță a notelor joase cu acordurile pe care acestea le susțin.
- bouché:

- termen care desemnează „jocul” căpăcelelor de la extremitățile superioare ale tuburilor de orgă; principalele jocuri fiind: sons-bourdon, flautul mare, flautul, dublat flaut, quintaton-ul; termen echivalent: chiuso;
- sunetul produs la corn, asemănător cu cel produs prin surdină, prin introducerea mâinii în pavilion.
- bourrée:

- vechi dans francez vesel, cu ritm vioi, cunoscut și ca dans de curte; melodie după care se execută acest dans;
- un fel de fagot.
- boy - dansator care face parte dintr-un ansamblu de musical.
- branlé - vechi dans francez, la modă în secolele al XVI-lea și al XVII-lea; melodie după care se execută acest dans.

Brașoveanca, jucată în costumul popular bârsan

- brașoveancă - dans popular din zona Brașovului, melodie după care se execută acest dans.
- bravissimo - (mai ales la spectacolele de operă) exclamație de apreciere superlativă sau de aprobare; excelent, foarte bine.
- break:

- improvizație melodică sau ritmică în jazz, când se întrerupe acompaniamentul și cântă numai solistul;
- dans acrobatic bazat pe mișcări sacadate, care imită mișcările unui robot.
- bridge - partea centrală a unei teme de jazz.
- brio - execuție cu multă vioiciune.
- broderie - ornament melodic realizat, într-o compoziție, prin alternarea unei note dintr-un acord cu cea superioară sau inferioară, depărtată de nota muzicală de bază cu un ton sau cu un semiton.
- bruitism - curent în muzica de la începutul secolului al XX-lea, care preconiza utilizarea zgomotelor ca element determinant, eliminând sau limitând sunetul muzical.
- bucată -  fragment dintr-o operă muzicală; piesă muzicală.
- buccină - instrument de suflat din alamă, de formă încovoiată, asemănător cornului de vânătoare, folosit în armata romană.
- bucium - instrument de suflat din lemn, de forma unui tub tronconic, foarte lung, folosit în trecut pentru chemări și semnale.
- buglă:

- trompetă din piele care emite un sunet mai moale și mai plăcut decît cel emis de corn;
- nume generic dat instrumentelor de suflat din alamă din familia trompetei.
- bumb - dispozitiv cu care se leagă coarda la unele instrumente cu coarde.
- burdon:

- procedeu de acompaniament, care își are originile în Evul Mediu, constând în persistența unui sunet, susținut de voce sau de un instrument;
- tub fără găuri, care emite un singur sunet grav, continuu, mai ales la cimpoi;
- coardă gravă la lăută, violoncel, liră etc, utilizată la acompaniament;
- registru de orgă cu timbru închis.
- burduf:

- sac făcut din stomacul vitelor sau din piele de miel ori de ied, în care se înmagazinează aerul la cimpoi, la armonică etc.;
- parte a cimpoiului care se umflă cu aer;
- cutia de lemn a instrumentelor cu coarde, care produce rezonanța tonului.
- burla - mică piesă cu caracter de glumă, de umor.
- burlesc - compoziție muzicală de mici proporții, instrumentală sau orchestrală, cu pronunțat caracter comic, cu tendințe de bufonerie și grotesc.
- butuc – partea de îmbinare a gâtului cu corpul (cutia de rezonanță) a instrumentelor cu coardă.

## C
- cabaletă - încheiere ritmică, plină de dinamism, a unei arii sau a unui duet.
- caccia - piesă polifonică vocală din secolele XIV-XVI, sub formă de canon, cu subiect de vânătoare.
- caciucea - dans andaluz plin de temperament, asemănător cu bolero și fandango, executat solo de un bărbat sau de o femeie, cu acompaniament de chitară.
- cacofonie - suprapunere de sunete discordante; lipsă de armonie.

- cadență:

- succesiune de armonii care produc impresia unei încheieri într-o compoziție muzicală; vezi și: ritm, tempo.
- pasaj mai mare de virtuozitate solistică dintr-un concert instrumental, interpretat fără acompaniament.
- cadril:

- dans de origine franceză, în ritm binar și cu mișcare lentă, constând într-un șir de figuri în măsuri diferite, în cursul cărora partenerii se schimbă între ei; melodie după care se execută acest dans;
- dans popular rusesc, în ritm binar și cu mișcare vioaie; melodie după care se execută acest dans.
- cafe-concert - muzică instrumentală de largă accesibilitate (executată într-un restaurant); spectacol muzical care are loc într-un restaurant.
- cafe-șantan - cafenea în care se oferă publicului și un program muzical (de divertisment).
- cake-walk:

- dans de salon, de origine afro-americană, cu ritm sincopat, în măsură binară, care se execută cu ridicări ample de genunchi și cambrări ale corpului și ale cărui figuri au fost preluate în dansul shimmy;
- melodie, cântată la banjo, după care se execută acest dans.
- calando:

- (indică modul de executare a unei bucăți muzicale) din ce în ce mai rar ca mișcare și din ce în ce mai slab ca intensitate;
- pasaj muzical în care intensitatea scade de la forte la piano și apoi la pianissimo.
- calmando (sau calmato) - (indică modul de executare a unei piese muzicale) liniștit, potolit, calm.
- caloroso - (indică modul de executare a unei piese muzicale) cu căldură.
- calypso - dans modern din America Centrală (Jamaica), în măsură binară, executat de perechi, cu poziții caracteristice ale mâinilor; melodie după care se execută acest dans.
- cameral - vezi muzică de cameră.
- camerata - grup de intelectuali melomani.
- camerton - instrument format dintr-un tub sonor, care, prin suflare, emite nota „la” (sau din patru tuburi „sol”, „la”, „re”, „mi”), folosit la acordarea instrumentelor muzicale.
- campane - instrumente de percuție din metal, în formă de cupă răsturnată sau de tub, puse în vibrație prin lovire cu un ciocan de lemn; clopote.
- canarie - vechi dans de perechi, din secolul al XVI-lea, originar din insulele Canare, asemănător cu giga, având un tempo alert; melodie după care se execută acest dans.
- cancan:

- dans excentric francez, de cabaret, răspândit mai ales în a doua jumătate a secolului al XIX-lea, executat numai de femei, pe o melodie vioaie, bazată pe ritmul cadrilului; altă denumire: french-cancan;
- melodie după care se execută acest dans.
- canción española - vezi copla andaluza.
- canon:

- compoziție muzicală în care două sau mai multe voci, intrând succesiv, execută împreună aceeași melodie;
- vezi țiteră.
- cantabil - care poate fi cântat; melodios, modulat, expresiv; cu ritm moderat.
- cantabile:

- (indică modul de executare a unei bucăți muzicale) în mod clar, expresiv, melodios; cantabil;
- parte dintr-o lucrare instrumentală executată în acest mod.
- cantabilitate - însușire a unei piese muzicale sau a unei teme dintr-o compoziție muzicală vocală sau instrumentală de a avea o linie melodică reliefată, expresivă, de a se desfășura în cele mai comode registre, intervale, cu valori ritmice moderate sau de a fi ușor de intonat.
- cantando - (indică modul de executare a unei bucăți muzicale) cântând, punând în valoare melodia.
- cantatrice - cântăreață de profesie; cântăreață de operă.
- cantată - compoziție vocal-instrumentală solemnă, pentru soliști, cor și orchestră, asemănătoare cu oratoriul, pe un subiect mai puțin dezvoltat, în care predomină elementul liric, apărută și cultivată mai ales în secolele al XVII-lea și al XVIII-lea.

- cantată-oratoriu - compoziție vocal-instrumentală pe un libret cu temă dramatică.

- cantautor - cântăreț care își scrie singur muzica și textele cântecelor interpretate.
- cantilenă:

- (în Evul Mediu) cântec liric sau epic cu caracter grav sau sentimental;
- melodie gravă, sentimentală care se execută tărăgănat.
- canto - muzică vocală; cânt(are); studiul tehnicii și artei vocale.
- cantometrie - sistem etnografic de măsurători taxonomice privind cântecul popular.
- cantus - melodie liniară, simplă, pentru voce sau instrument, cu rol predominant în expresia unei compoziții muzicale.
- canțonă - cântec pe mai multe voci din epoca Renașterii, apropiat de cântecul popular, care, cu timpul, a devenit o piesă instrumentală, pregătind apariția fugii.
- canțonetă - cântec popular italian, de origine napolitană, cu versuri scurte.
- capelă:

- formație vocală (și instrumentală) care execută muzica în timpul serviciului religios; grup de coriști;
- orchestră de proporții reduse; fanfară (militară).
- capelmaistru - prim interpret (violonist) al unei orchestre.
- capodastru – dispozitiv, făcut de obicei din metal, care se fixează peste coarde pe gâtul chitarei, scurtând simultan lungimea tuturor corzilor și ridicând frecvența sunetelor.
- capriccioso:

- (indică modul de executare a unei bucăți muzicale) cu schimbări neașteptate de ritm, de nuanțe etc.;
- bucată muzicală cu formă sau compoziție fantezistă, extravagantă.
- capriciu - compoziție muzicală instrumentală fără formă precisă, cu caracter de improvizație, cu treceri neașteptate de la o stare emoțională la alta.
- carabă - tub al cimpoiului, asemănător cu fluierul, prevăzut cu mai multe găuri la care se execută melodia.
- carillon:

- instrument muzical, de origine flamandă, la care se pot executa arii cu ajutorul unor clopote sau al unor lame acordate la anumite tonuri;
- piesă scrisă pentru un astfel de instrument.
- carioca:

- dans popular din America Latină (Brazilia), asemănător rumbei, cu ritm moderat, devenit dans modern de salon;
- melodie după care se execută acest dans;
- instrument de percuție pentru acompanierea ritmică a acestui dans.
- carmaniolă - dans francez din timpul Revoluției Franceze, melodie după care se executa acest dans.
- carnyx - trompetă celtică, cu deschizătura în forma unui cap de animal cu gura căscată.
- carola - dans medieval francez, executat în cerc sau în lanț; melodie după care se execută acest dans.
- casațiune - compoziție pentru orchestră sau camerală, care începe cu un marș, destinată execuției în aer liber.
- casă de discuri - companie care coordonează producția, fabricarea, distribuția, promovarea și protejarea drepturilor de autor a înregistrărilor audio și a videoclipurilor muzicale, acțiuni desfășurate pe baza unor contracte cu muzicienii și managerii acestora.

- casă de discuri independentă - casă de discuri ce operează fără finanțare din partea organizațiilor marilor case de discuri poziționându-se ca o alternativă mainstream-ingului.
- casă de discuri virtuală - casă de discuri care distribuie muzică pe internet (în general în format MP3 sau Ogg).

- castanietă - instrument de percuție, răspândit în Spania și în America Latină, format din două plăcuțe de lemn sau de fildeș, ca valvele unei scoici, care se prind de degete și care, lovite ritmic, servesc la acompanierea unui dans sau a unei melodii.
- catastază - pregătire a vocii (înainte de a cânta); sinonim: vocalizare.
- catch(can) - cântec liric englez, pentru două, trei sau mai multe voci, în stil polifonic, interpretat de bărbați.
- caterincă - vezi flașnetă.
- cauda - vezi coda.
- caval - fluier mare ciobănesc, făcut din lemn de paltin sau de alun.
- cavatină - piesă muzicală solo în operă, fiind un fel arie mai scurtă care urmează după un lung recitativ.
- cavernos - (despre voce, sunete) care are timbrul gros, înfundat; înăbușit.
- cazacioc - dans popular ucrainean, în măsură binară, cu ritm din ce în ce mai alert; melodie după care se execută acest dans.
- călcâi - parte de jos, de lângă șurub, a arcușului instrumentelor cu coarde.
- căluș - mică piesă de lemn cu o formă specială, pe care se sprijină coardele întinse ale unui instrument muzical; sinonime: scaun, scăunaș.
- ceardaș - dans național maghiar, în măsură binară, alcătuit din două părți, prima mai lentă, iar a doua din ce în ce mai rapidă; melodie după care se execută acest dans.
- celestă - instrument de percuție, cu claviatură, ale cărui sunete sunt produse prin lovirea unor lame metalice cu ciocănele de lemn, capitonate cu pâslă.
- cello - vezi violoncel.
- celulă - cea mai mică unitate muzicală care intră în alcătuirea motivului.
- cembalo:

- (în Antichitate) instrument de percuție alcătuit din două talere (vezi și talger);
- instrument cu claviatură asemănător clavecinului; sinonime: spinetă, cimbal.
- cent - subdiviziune pentru măsurarea intervalelor muzicale, egală cu o sutime dintr-un semiton.
- ceteră:

- denumire populară pentru vioară;
- instrument cu coarde, de origine corsicană, folosit în secolul al XIII-lea.
- cezură - pauză de respirație între fraze sau între două secțiuni ale unei lucrări muzicale.
- cha-cha-cha - dans modern, cu ritm vioi, inspirat din folclorul afro-cubanez, asemănător cu rumba; melodie după care se execută acest dans.
- chanson - compoziție vocalică polifonică, profană, apărută în secolul al XVI-lea, în Franța, care se caracterizează printr-o alternanță de ritmuri binare și ternare.
- charivari - gen de muzică disonantă, cu suprapuneri de acorduri și note false.
- charleston - dans american de salon, cu ritm binar (împrumutat din folclorul negrilor), care constă în mișcări foarte repezi, făcute prin flexiunea părții de jos a picioarelor; melodie după care se execută acest dans; vezi și talger-charleston.
- chase - (în jazz) dialog foarte viu între soliștii interpreți ai aceluiași instrument, fiecăruia revenindu-i câteva măsuri.
- chasse - pas mare de dans, cu un picior alunecând înainte.
- cheie (unealtă) sau cheie de acordare – unealtă de metal sau de lemn cu care se întind coardele unor instrumente muzicale;
- cheie (muzică) - semn grafic pus la începutul portativului, pentru a indica poziția unei note muzicale de o anumită înălțime, și, prin aceasta, a tuturor celorlalte note; exemple: cheia sol, cheia do, cheia fa.
- cheironomie - gen de dirijat coral prin mișcările mâinilor și ale degetelor, folosit mai ales în muzica religioasă.
- cheman - (termen învechit) vioară cu șase sau mai multe coarde întinse peste alte coarde de sârmă.
- chindie - dans popular cu ritm binar și mișcări vioaie, răspândit mai ales în Muntenia; melodie după care se execută acest dans.
- chiocec - numele unui vechi dans turcesc; melodie după care se execută acest dans.
- chitară - instrument cu coarde, de origine orientală, care emite sunete prin ciupire sau prin lovire cu degetele.

- chitară barocă - precursoare a chitarei moderne, de dimensiuni ceva mai mici, care are cinci corzi, cu acordaj diferit, foarte populară în perioada barocă, având compozitori dedicați, ca Gaspar Sanz⁠(d) și Robert de Visée⁠(d).
- chitară electrică - chitară fără cutie de rezonanță, prevăzută cu un transductor care transformă vibrațiile coardelor în tensiuni alternative de audiofrecvență, amplificate electronic.
- chitară portugheză – un instrument cu coarde ciupite din familia lăutelor cu gât.
- chitară renascentistă - instrument cu coarde de dimensiuni mai mici, folosit în perioada Renașterii pentru muzica de dans sau de curte sau pentru acompanierea vocaliștilor.

- chiuso - vezi bouché.
- chorus:

- vechi cântec (și dans) englezesc, interpretat de unul sau de mai mulți soliști, refrenul fiind reluat de cor;
- partea principală a unei teme de jazz;
- improvizație colectivă care urmează după improvizațiile soliștilor.
- ciaconă:

- vechi dans de origine spaniolă, cu mișcare lentă; melodie după care se execută acest dans;
- piesă muzicală instrumentală, în formă de variațiuni polifonice, care se sprijină mai ales pe bas.
- ciclic - (despre lucrări muzicale) care este alcătuit din mai multe părți independente.
- ciclic, principiu ~ - , principiu de construcție muzicală, care urmărește legătura intimă și organică dintre toate părțile unei lucrări ample (sonată, simfonie etc.) prin folosirea aceluiași material tematic sau a unor motive generatoare.
- ciclu:

- grup de piese muzicale, concepute ca o lucrare unitară, pe baza unei continuități de idei artistice.
- totalitatea lucrărilor de un anumit gen, aparținând aceluiași compozitor;
- succesiune de concerte consacrate operei unui compozitor (exemple: „ciclu Bach”, „ciclu Beethoven”) sau urmărind dezvoltarea unui gen muzical.
- cifraj - indicații de acord utilizate în muzica modernă și jazz pentru a facilita citirea rapidă a partiturii; vezi și treaptă.
- cimbal - vezi: talger, cembalo.
- cimpoi - instrument muzical popular, alcătuit dintr-un burduf de piele și din multe tuburi sonore prin care trece, cu presiune, aerul din burduf.
- cinel - vezi talger.
- ciocan - fiecare dintre cele două bețișoare ale țambalului, ale xilofonului etc.
- ciocănel - ciocan mic cu care se lovesc coardele țambalului, xilofonului, toba, toaca etc.
- circuit bending - modificare a circuitelor electronice⁠(d) ale instrumentelor muzicale (cum ar fi chitara electrică și sintetizatorul) și echipamentelor audio pentru a produce sunete neobișnuite și efecte sonore inovatoare.
- clapă:

- fiecare dintre dispozitivele instrumentelor de suflat, care servesc la închiderea sau la deschiderea unor orificii prin care trece curentul de aer ce produce sunetele;
- fiecare dintre elementele mobile ale claviaturii unui pian, unei orgi etc. care, prin apăsarea cu degetele, declanșează mecanismul de producere a sunetelor.

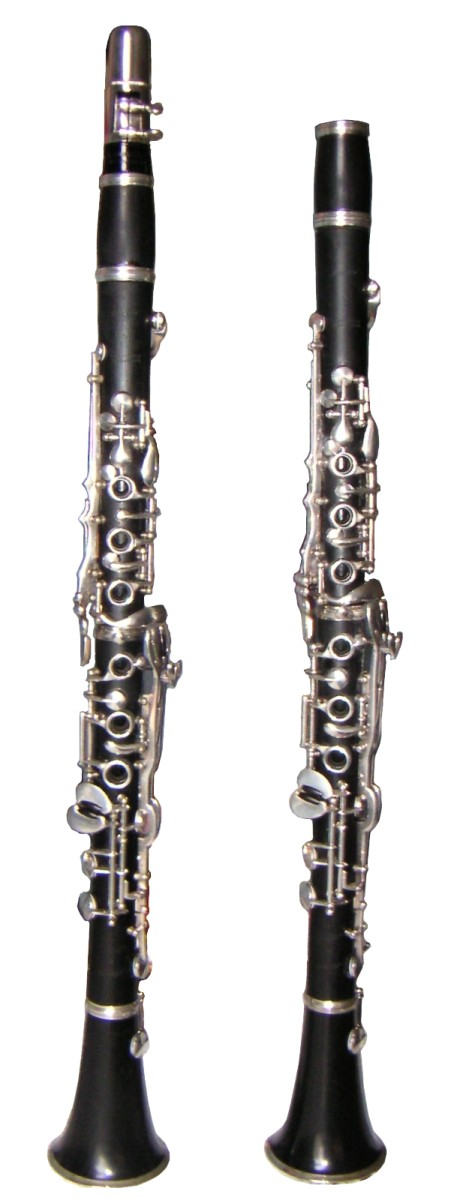
Clarinete în si și la

- clarinet - instrument de suflat din lemn cu formă de tub lărgit la un capăt, cu muștiuc, ancie simplă și cu găuri laterale care se închid și se deschid cu clape.
- clarino

- nume dat în secolele al XVII-lea și al XVIII-lea, în Germania, unei voci înalte deținute de trompeta solo;
- nume dat registrului mediu al clarinetului produs prin saltul la duodecima superioară a fiecărui sunet;
- registru de orgă de 4’ echivalent cu trompeta de 8’.
- clavir - vezi pian.
- clopot - instrument de percuție, de obicei din bronz, în formă de pară, cu o limbă mobilă care, la lovire, produce sunete.
- clopote - vezi campane.
- cluster - efect sonor prin suprapunerea mai multor tonuri și semitonuri sau numai semitonuri.
- coardă - fir elastic din metal (din intestine de animale etc.) care, întins pe anumite instrumente muzicale, produce, prin vibrare, sunete; sinonim: strună.
- coarde simpatice - coarde suplimentare așezate sub coardele principale acționate de instrumentist și care vibrează prin rezonanță naturală, amplificând sunetele coardelor principale.
- coborâre - trecere a vocii de la un registru mai înalt sau mai puternic la unul mai jos sau mai puțin puternic.
- cobuz:

- specie de fluier sau de caval;
- instrument cu coarde asemănător cu lăuta.
- cobză - instrument cu coarde, asemănător cu chitara, având cutia de rezonanță foarte bombată, folosit, mai ales, la acompaniament (prin ciupirea coardelor).
- coda (sau cauda) - parte finală a unei compoziții muzicale; grup de note muzicale care încheie tema unei fugi.
- comă - cel mai mic interval muzical, greu perceptibil pentru auz; semn grafic utilizat pentru a indica în muzica instrumentală frazarea, iar în muzica vocală locurile unde se respiră.
- compoziție (muzicală) - vezi piesă muzicală.
- concertino:

- în muzica barocă, grup de instrumente soliste care dialoghează cu restul orchestrei (numit ripieno sau concerto grosso) pentru a crea contraste dinamice;
- gen muzical interpretat de o orchestră care cuprinde două viori, un bas continuu (orgă sau clavecin), un flaut sau un alt instrument de suflat.
- concertmaestru - într-o orchestră simfonică, muzicianul care se află la primul pupitru al secțiunii de viori.
- concerto grosso - gen muzical interpretat de un grup de instrumente soliste (numit concertino) care poartă un dialog cu un grup mare de instrumente, denumit ripieno.
- concluzie - ultima secțiune dintr-o expoziție (repriză) a unei sonate; apare după expunerea temei secundare și întărește tonalitatea acesteia.
- copla andaluza - gen de muzică populară spaniolă care s-a dezvoltat treptat de la diferite forme de lieduri și cântece mai vechi, cum ar fi cuplé, tonadilla și zarzuela; altă denumire: canción española.
- cor mut – ansamblu vocal care execută o melodie fără cuvinte.
- coral:

- (în Biserica protestantă) cântec religios liturgic pe mai multe voci;
- compoziție pentru orgă pe tema unui cântec liturgic.
- corn - instrument de suflat din alamă sau din alt metal, folosit și la vânătoare sau pentru chemări, semnalizări etc.

- corn de vânătoare - corn prevăzut cu ambușură și înconjoară pieptul instrumentistului; altă denumire: corno di caccia.
- cornetta segnale - vezi corno signale.
- corno di basetto - instrument de suflat din alamă (înrudit cu clarinetul) din secolul al XVIII-lea, cu corpul în formă de unghi drept, cu ancie simplă, acordat între anumite note.
- corno di caccia - vezi corn de vânătoare.
- corno di postiglione - instrument de suflat din alamă, cu ambușură, de emisie naturală, cu un corp de formă conică de dimensiuni relativ reduse, utilizat în secolele al XVII-lea și al XVIII-lea pentru semnalizare.
- corno signale - instrument de suflat din alamă, cu ambușură, cu emisie naturală, cu un corp de formă conică, acordat în si bemol; sinonime: cornetta segnale, goarnă.

- cracoviac (dans) (în poloneză : krakowiak):

- dans popular polonez în măsura 2/4, având un caracter viu, cu pași săriți;
- melodia acestui dans; compoziție muzicală vioaie, cu ritm binar, caracterizată prin sincope care dau dinamism melodiei.
- cromatic - (despre tonuri) care se succedă în semitonuri consecutive; vezi și: gamă cromatică, interval cromatic.
- cui - fiecare din cheile care întind corzile la un instrument cu coarde.
- culisă - partea mobilă a unui instrument de suflat din alamă.
- culoare a sunetului - vezi timbru.
- cuplet:

- scurtă piesă muzicală vocală, cu conținut vesel sau satiric, inspirat din actualitate, în care toate strofele textului se cântă cu același refren;
- cântec intercalat între scenele unui vodevil;
- secțiune intercalată între refrenele unui rondo.
- cutie de rezonanță - cavitate al cărei volum de aer este capabil să oscileze și să amplifice sunetele.
- cvartet - piesă muzicală pentru 4 voci sau 4 instrumente.
- cvintet - piesă muzicală pentru 5 voci sau 5 instrumente.

## D
- dans de caracter - dans folcloric prelucrat pentru scenă.
- darabană - tobă de mână, specifică Orientului Mijlociu și Orientului Apropiat.
- desen - tip de laitmotiv care constă în note muzicale sau de sunete care se repetă într-un anumit mod sau ritm, creând astfel o formă de coerență și coeziune într-o compoziție și o formă de recunoaștere și familiaritate pentru ascultător.
- dirijat - arta de a îndruma studiul și de a conduce execuția muzicală a unei orchestre, a unui cor etc., urmărind redarea exactă și expresiv-artistică a partiturii.
- disc - vezi long play.

- muzica înregistrată pe un disc.
- divertisment:

- compoziție muzicală instrumentală sau interludiu de dans, de muzică, de cântece vocale etc. cu caracter distractiv;
- suită pentru un instrument sau pentru orchestră, alcătuită dintr-o serie de piese cu caracter diferit;
- episod distractiv alcătuit din dansuri și arii, introdus în teatrul din secolele al XVII-lea și al XVIII-lea;
- secțiunea a doua a unei fugi.
- diviziune - termen generic aplicat la împărțirea sau fracționarea după reguli specifice a unor elemente ale piese muzicale.
- dombra - instrument cu coarde specific unor popoare din Asia centrală.
- dramatic – referitor la caracterul unei voci, desemnarea acelei specii al ei care se caracterizează printr-o sonoritate colorată, plină de încordare, dar printr-o tehnică oarecum limitată în ceea ce privește mobilitatea. Compară cu liric. vezi de asemenea lirico-dramatic.
- drill - stil trap, cu conținut liric întunecat, violent, nihilist.
- dualism - concepție potrivit căreia bipolaritatea major-minoră a trisonului, respectiv a modurilor major și minor în cadrul armoniei tonal-funcționale, se supune unei aceleiași legități dialectice și ar avea originea în datele obiective ale fenomenului fizic al armonicelor.
- dublă-bară - semn ce indică fie separarea diviziunilor principale ale unei lucrări, fie încheierea ei.
- duet:

- compoziție muzicală sau parte a unei compoziții muzicale care se execută pe două voci sau la două instrumente;
- ansamblu de două voci care cântă împreună o compoziție muzicală, fiecare executând o partidă separată; lucrare muzicală scrisă pentru acest ansamblu; sinonim: duo.
- duo - ansamblu de două instrumente care execută împreună o compoziție muzicală, fiecare având o partitură separată; lucrare pentru acest ansamblu; vezi și duet.
- duodecimă - interval care cuprinde douăsprezece trepte diatonice.

## E
- eclisă – pereții laterali ai unui instrument cu coarde.
- ecou - procedeu componistic care constă în repetarea unei scurte teme sau a unui motiv muzical la o intensitate sonoră mai scăzută.
- EDM - vezi electronic dance music.
- efect sonor - modificare sau procesare a sunetului care alterează caracteristicile originale ale acestuia pentru a crea un anumit impact sau atmosferă; exemple: reverberație, delay, distorsiune, comprimare, modulare.
- electronic dance music - (abreviere EDM) gamă diversă de genuri de muzică electronică percursivă, realizată în mare parte pentru cluburile de noapte, concerte și festivaluri.
- elipsă - suprimare a unui acord disonant în vederea respectării regulilor de armonie.
- eufonie - succesiune armonioasă de sunete.

## F
- factură - ansamblul mijloacelor de expresie care determină specificul unei opere muzicale.
- falset - tehnică vocală prin care un cântăreț atinge note foarte înalte și aceasta prin vibrația corzilor vocale false (cordae vestibulares).
- fandango - vechi dans spaniol cu acompaniament de chitară și de castaniete; vezi și caciucea.
- fanfară:

- ansamblu muzical (militar) format din persoane care cântă la instrumente de suflat din alamă și de percuție;
- compoziție muzicală executată de o fanfară sau la un instrument de suflat.
- fantezie - compoziție muzicală instrumentală de formă liberă, fără constrângeri, cu elemente de virtuozitate și improvizație.
- filare - creștere treptată de la piano la forte și descreștere similară a unei note prelungite.
- flașnetă - mică orgă mecanică portativă, acționată prin învârtirea unei manivele; alte denumiri: caterincă, minavet.
- fligorn - instrument de suflat din alamă, prevăzut cu clape, care se folosește mai ales în fanfare.
- formant - denumire dată de Ludimar Hermann în 1890 unei secțiuni de frecvență din structura sunetului, care se pune în evidență independent de tonul fundamental influențând timbrul sunetului respectiv.
- formație - grup de muzicieni (interpreți vocali sau instrumentiști), cu sau fără dirijor, având scopul de a interpreta lucrări camerale sau orchestrale.
- formă - totalitatea mijloacelor de expresie (melodie, ritm, armonie etc.) care contribuie la redarea conținutului de idei și de sentimente al unei compoziții muzicale; structura unei compoziții muzicale.
- forte - (indică modul de executare a unei bucăți muzicale) cu sonoritate intensă, puternică; tare.

- forte fortissimo - extrem de tare.

- fragment - moment dintr-o operă muzicală.
- french-cancan - vezi cancan.
- frunză - pseudoinstrument muzical cu care executantul poarte reda anumite melodii, folosită în special în muzica populară.
- fugă - formă muzicală polifonică pe două sau mai multe voci, în care o melodie expusă de o voce este reluată pe rând de celelalte voci și dezvoltată după legile contrapunctului.

## G
- gamă (muzicală) - succesiune melodică, ascendentă sau descendentă, care cuprinde toate sunetele unei scări muzicale, luând numele notei cu care începe.

- gamă cromatică - gamă formată dintr-o serie succesivă de semitonuri; vezi și cromatic.
- gamă prin tonuri - modalitate de organizare a sunetelor, asociată în special cu compozitorul Claude Debussy; se caracterizează prin utilizarea unei game extinse de tonuri și disonanțe, renunțând la armoniile și structurile convenționale ale muzicii tonale tradiționale.

- gen muzical - categorie largă care grupează diferite forme de muzică bazate pe caracteristici comune, cum ar fi structura melodică, ritmul, armonia, instrumentația, tehnicile vocale și tradițiile culturale; genurile muzicale oferă un cadru general pentru clasificarea și înțelegerea muzicii, ajutând ascultătorii și muzicienii să identifice și să discute despre diverse stiluri și forme muzicale; vezi și subgen muzical.
- gigă:

- vechi dans popular, originar din Scoția și din Irlanda, cu mișcare vioaie și săltăreață, devenit în secolele al XVII-lea și al XVIII-lea dans de salon; melodie după care se execută acest dans (vezi și canarie);
- ultima parte a unei suite instrumentale, urmând după sarabandă.
- glas - fiecare dintre cele opt moduri muzicale (sau "tonuri") utilizate în muzica bizantină.
- goarnă - vezi corno signale.
- gong - instrument muzical de forma unui disc metalic care, lovit cu un ciocănel special, produce un sunet caracteristic.
- grav - voce, sunete, ton, timbru sau despre modul de execuție a unei piese muzicale) (care se află) în registrul cel mai jos.
- guzlă⁠(en)[traduceți] - instrument popular specific popoarelor slave, făcut dintr-o cutie de lemn plată, cu una sau mai multe coarde.

## H
- habaneră - dans popular de origine cubaneză, cu mișcare moderată și figuri ritmice caracteristice.
- hard rock - formă violentă de rock, caracterizată prin utilizarea de vocal agresiv, folosirea excesivă a chitărilor electrice distorsionate, a chitarei bas și a bateriei.
- hexalogie - operă muzicală compusă din șase părți distincte.

## I
- impromptu - compoziție muzicală instrumentală cu caracter de improvizație și de obicei lirică, tumultuoasă.
- instrument muzical - obiect, aparat special confecționat cu ajutorul căruia se produc sunete muzicale.

- instrument de suflat - instrument muzical care conține un rezonator (de obicei un tub), în care o coloană de aer este pusă în vibrație de către persoana care suflă într-un muștiuc sau peste marginea unei găuri, stabilită la capătul rezonatorului.
- instrument electrofon - instrument muzical bazat pe transformarea oscilațiilor electrice în sunete muzicale; exemple: chitara electrică, orga electronică.
- instrument (muzical) electronic:

- aparat care generează pe cale electronică sunete muzicale sau semnale sonore;
- instrument muzical obișnuit ale cărui sunete sunt amplificate electronic.
- intensitate (sonoră sau a sunetului) - tărie a unui sunet, amplitudinea vibrației sonore corespunzătoare.
- interludiu:

- episod sau mică piesă muzicală între două secțiuni ale unei lucrări vocale mai ample;
- parte a fugii între două expoziții succesive ale subiectului.
- intermezzo:

- divertisment muzical intercalat într-o reprezentație muzicală, antract;
- episod orchestral independent într-o operă;
- piesă instrumentală scurtă de formă liberă.
- interpret - cântăreț, persoană care interpretează o piesă muzicală.
- interpretare - redare prin mijloace adecvate a conținutului unei opere muzicale.

- interpretare artistică - act creator prin care se redă prin mijloace adecvate conținutul unei lucrări dramatice, coregrafice sau muzicale.

- interval - diferența de înălțime dintre două sunete; "distanța" dintre două note muzicale; exemple: între nota „do” și nota „sol” este un interval de cvintă; între nota „do” și nota „mi” este un interval de terță.
- interval cromatic - interval alcătuit din două sunete cu aceeași denumire (unul dintre ele fiind alterat); vezi și cromatic.

## Î
- înălțime:

- numărul de vibrații pe secundă ale unui sunet;
- calitate a unei voci, a unui instrument etc. de a cânta note înalte.

## J
- jangle pop -  subgen al muzicii rock ce a apărut în anii 1980, caracterizat printr-un sunet caracteristic chitarei electrice și care avut un impact semnificativ asupra mișcării Indie rock și a continuat să influențeze muzicieni din deceniile următoare.
- jazz:

- muzică laică din America de Nord, practicată în principal de afro-americani și impusă la sfârșitul sec. XIX în SUA, extinsă ulterior în întreaga lume
- orchestră formată de obicei din instrumente de suflat și  de percuție care execută această muzică; altă denumire: jazzband.

## K
- krakowiak – vezi cracoviac (dans)

## L
- laitmotiv - temă muzicală recurentă, care ajută la crearea unei identități muzicale pentru o anumită idee, personaj sau eveniment și care realizează o narațiune coerentă, creând astfel o formă de recunoaștere și de legătură emoțională cu publicul.
- lied - compoziție muzicală vocală cu acompaniament instrumental, de obicei la pian, pe textul unui poem liric.
- limbă:

- plăcuță de lemn deasupra căreia se întind coardele unor instrumente muzicale; sinonim: tastieră.
- ancie a unui instrument de suflat.
- liric – caracterizează o voce, o specie a acesteia care se deosebește printr-o sonoritate dulce, lipsită de încordare, prin mobilitate. Compară cu dramatic.
- lirico-dramatic – caracterizează o voce, anume specia de tranziție de la vocea lirică la cea dramatică și care îmbină trăsături atât ale uneia, cât și ale celeilalte.

- loja orchestrei - spațiul dintre scenă și primul rând de scaune (într-o sală de spectacol), amenajat sub nivelul scenei și al sălii, în care stă orchestra; fosa orchestrei.
- long play

- disc circular de vinil care servește la înregistrarea și reproducerea vocii, a sunetelor etc. cu ajutorul unui aparat special; altă denumire disc.
- lucrare muzicală - vezi piesă muzicală.

## M
- madrigal - scurtă compoziție muzicală vocală cu caracter liric, caracteristică pentru secolul al XVI-lea.
- marimbă (sau marimbafon) - vezi balafon.
- marș - compoziție muzicală puternic ritmată, care adesea reglează cadența pasului unei formații, a unui cortegiu etc.
- masque - spectacol baroc ce conținea joc scenic, dialoguri, muzică și dans.
- mașină de vânt - instrument de tip idiofon care imită sunetele vântului și furtunii.

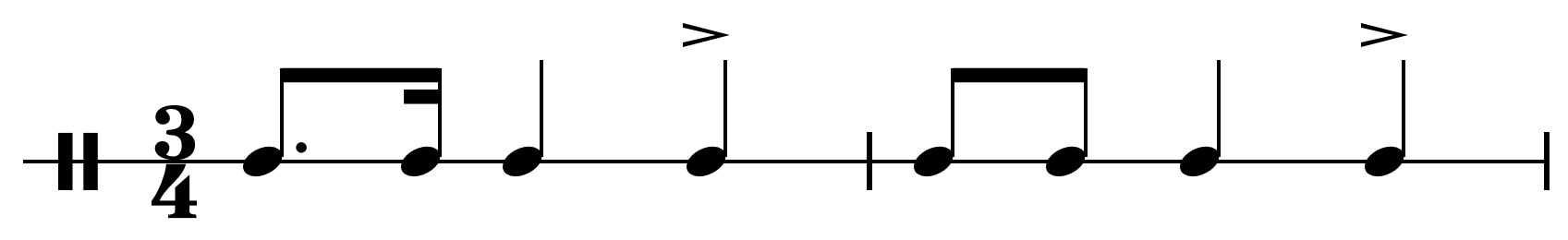
Ritm de mazurcă

- mazurcă - dans național polonez cu ritm moderat, devenit și dans de salon (vezi și poloneză); melodie după care se execută acest dans.
- măsură - unitate ritmică divizată în timpi egali ca durată, plasată între două bare și notată cu o fracție la începutul lucrării sau fragmentului vizat; vezi și bară de măsură.
- măsură compusă - măsură formată din fracțiuni ale măsurii simple.
- melodramă:

- operă dramatică în care acțiunea complicată, neverosimilă, cu scene pline de groază, alternează cu scene comice, convenționale, de un patetism violent, rezervându-se un loc însemnat neprevăzutului;
- dramă care utiliza acompaniamentul muzical pentru a marca intrarea sau ieșirea personajelor din scenă.
- meloman - persoană căreia îi place muzica (în special cea clasică) și o înțelege.
- mensúră - dimensiunile unui instrument muzical, raportul dintre diferitele sale părți componente.
- menuet:

- dans de origine franceză, cu caracter ceremonios și mișcare moderată, devenit cu timpul dans de curte și apoi de salon;
- melodie după care se execută acest dans;
- a treia parte a simfoniei clasice, care se execută în trei timpi, urmând după un adagio sau un andante.
- meterhaneá - muzică militară turcească veche, în care predominau surlele și tobele.
- metodă - manual care conține arta cântatului sau principiile de învățare ale unui instrument muzical.
- metrică - ramură a muzicii care se ocupă cu studiul metrului.
- metru - ordinea succesiunii unităților de timp, determinată de accente tari sau slabe; sistemul de organizare a ritmului; vezi și: metrică, ritm, cadență.
- mezzo-forte - (indică modul de executare a unei lucrări muzicale) cu intensitate mijlocie, între piano și forte.
- minavet - vezi flașnetă.
- miniatură  - piesă instrumentală sau vocală de mici dimensiuni.
- misă - compoziție muzicală polifonică pentru cor și soliști, adesea cu acompaniament instrumental, scrisă pe textul tradițional al liturghiei catolice.
- mișcare:

- viteză cu care se execută o bucată muzicală sau o parte a ei; vezi și tempo;
- parte dintr-o compoziție muzicală amplă executată într-un anumit tempo.
- mixtură - sunet deosebit obținut la orgă prin producerea simultană a unor timbre diferite.
- mod - structura unei game determinată de raportul de intervale dintre sunetele componente.
- monocord:

- (despre instrumente muzicale) care are o singură coardă; care vibrează într-un singur ton;
- străvechi instrument muzical cu o singură coardă.
- motiv - cel mai mic element constitutiv al unei piese muzicale, din dezvoltarea căruia ia naștere tema muzicală.
- muștiuc - vezi ambușură.
- muzică:

- arta de a exprima sentimente și idei cu ajutorul sunetelor combinate într-o manieră specifică;
- știință a sunetelor considerate sub raportul melodiei, al ritmului și al armoniei.
- muzică dance electronică - vezi electronic dance music.
- muzică de cameră - compoziție muzicală pentru un număr restrâns de instrumente.
- muzică etnică (sau muzică etno) - vezi world music.
- muzică instrumentală - compoziție muzicală executată exclusiv de instrumente, prin opoziție cu muzica vocală.
- muzică populară - genul muzical care se dezvoltă și este asociat cu cultura și tradițiile unei anumite regiuni sau grupuri etnice; este muzica transmisă și perpetuată în mod tradițional prin intermediul generațiilor, făcând parte din identitatea culturală a comunităților respective.
- muzică ușoară - gen muzical cult (vocal sau instrumental) larg accesibil publicului prin caracterul melodios, distractiv, prin tematica direct legată de preocupările, sentimentele, aspirațiile oamenilor.
- muzică vocală - muzică realizată exclusiv cu vocea umană (cântăreți), în opoziție cu muzica instrumentală; vezi și ansamblu vocal.

## N
- natural - (despre tonuri, game) care nu a suferit nici o alterare.
- nocturnă - compoziție muzicală instrumentală, predominant pentru pian, cu caracter liric, visător și melancolic; gen muzical popular în perioada romantică.
- notă auxiliară - notă care se adaugă pentru înfrumusețare uneia dintre notele care alcătuiesc un acord sau o melodie.
- notă muzicală - semn convențional pentru reprezentarea grafică a sunetelor muzicale, indicând înălțimea și durata lor; sunet care corespunde acestui semn.
- note de pasaj -  note muzicale melodice care nu intră în structura unui acord și care se desfășoară în succesiunea treptată între sunetele ce aparțin a două acorduri diferite.
- Noua muzică consonantă - curent muzical apărut în anii 1980, ca o reacție la ruptura dintre compozitorii de muzică contemporană și auditoriul acestora.

## O
- obiect sonor - sunetele care constituie materialul de lucru (brut) al compozitorului, din a cărui organizare se generează evenimente sonore sau fenomene muzicale complexe.
- octavă:

- treapta a opta a gamei diatonice de la o treaptă dată;
- interval dintre două sunete ale gamei diatonice care cuprinde opt trepte ale scării muzicale;
- parte a scării muzicale temperate formată din șapte trepte diatonice sau douăsprezece sunete cromatice, de la „do” până la „si” inclusiv.
- operă (muzicală):

- compoziție muzicală scrisă pentru soliști, cor și orchestră pe textul unui libret dramatic; reprezentare scenică a acestei lucrări;
- clădire destinată reprezentării unor asemenea compoziții.
- operă de cameră - piesă mai scurtă de teatru liric, acompaniată de un ansamblu cameral.

- operă bufă - lucrare muzicală are un caracter comic exagerat, care include și personaje din păturile inferioare sau care este compus în genul liric ușor.

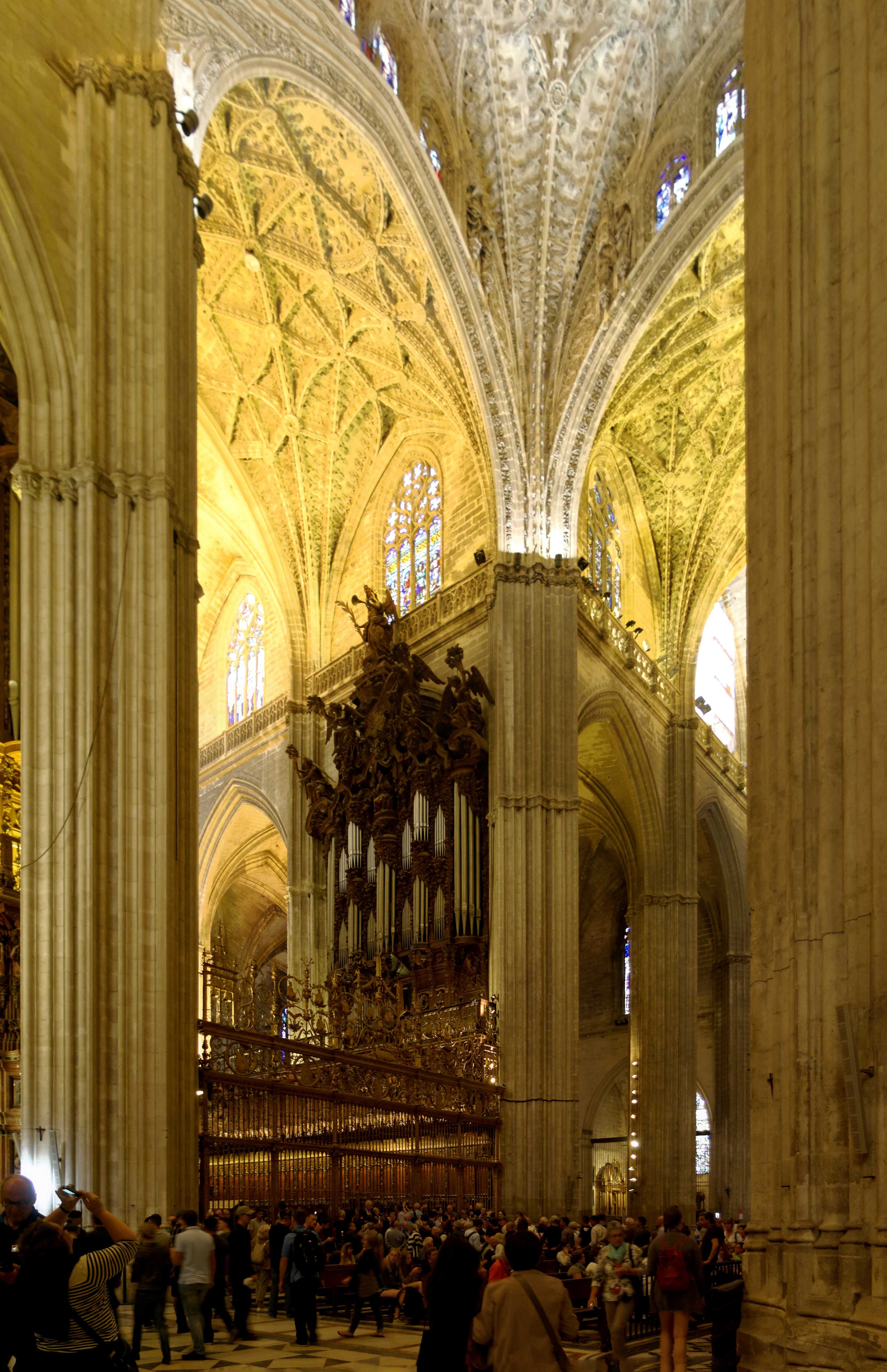
Orga Catedralei din Sevilla

- ópus:

- indicație folosită pentru numerotarea lucrărilor unui compozitor;
- piesă muzicală a unui compozitor care poartă această indicație.
- oratoriu -  compoziție muzicală amplă, pentru cor, soliști și orchestră, destinată a fi interpretată în concert și care ilustrează o acțiune dramatică; vezi și cantată.
- orgă - instrument muzical complex, al cărui mecanism se compune dintr-un sistem de tuburi sonore, puse în acțiune cu ajutorul unor pedale, al unei claviaturi și al unor manete de registru, prin care trece aerul suflat de niște foale.
- orgă electronică - instrument muzical electronic cu claviatură care imită orga clasică, sunetele fiind însă generate electronic.

## P
- pană (vezi și plectru):

- placă mică de os, de celuloid etc. cu care se ating coardele la unele instrumente muzicale.
- (la un instrument de suflat din alamă) vezi ancie.
- partidă:

- parte dintr-o compoziție muzicală executată de unul dintre membrii unui ansamblu, care execută această parte;
- grup de instrumente din aceeași familie, aparținând unui ansamblu, care execută această parte.
- partita - formă muzicală ciclică, o succesiune de melodii de dans în același ton, dar cu mișcări și măsuri deosebite și care ulterior avea să formeze suita.

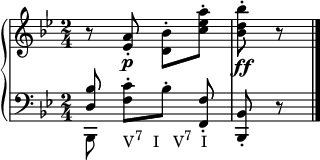
Partitură de Beethoven

- partitură - text muzical cuprinzând toate părțile vocilor sau instrumentelor care îl execută și care sunt astfel dispuse, încât să poată fi urmărite separat sau concomitent; vezi și: compoziție muzicală.
- pasaj  - succesiune melodică într-o compoziție muzicală, formată din note scurte și rapide, care face trecerea între diferitele teme ale piesei.
- passacaglia:

- vechi dans de origine spaniolă și italiană, cu o mișcare lentă, uniformă; melodia corespunzătoare; vezi și pavană;
- piesă instrumentală în formă de variațiuni polifonice pe o temă expusă la început și care se repetă în bas.
- pavană - dans vechi, de origine italiană sau spaniolă, cu ritm și cu mișcări lente și cu caracter ceremonios (vezi și passacaglia); melodie după care se execută acest dans.
- pavilion - denumire dată părții tubului instrumentelor de suflat din alamă, care se găsește la extremitatea opusă muștiucului și are formă de pâlnie.
- pedalier - sistem de pedale de la orgă (corespunzătoare sunetelor grave).
- peisaj - titlu dat unor compoziții muzicale descriptive imaginând prin onomatopee tablouri din natură.
- percuție - procedeu de producere a sunetelor prin lovirea cu un ciocănel a unei membrane, a unei lame, a unei plăci metalice de la un instrument muzical; vezi și instrument de percuție.

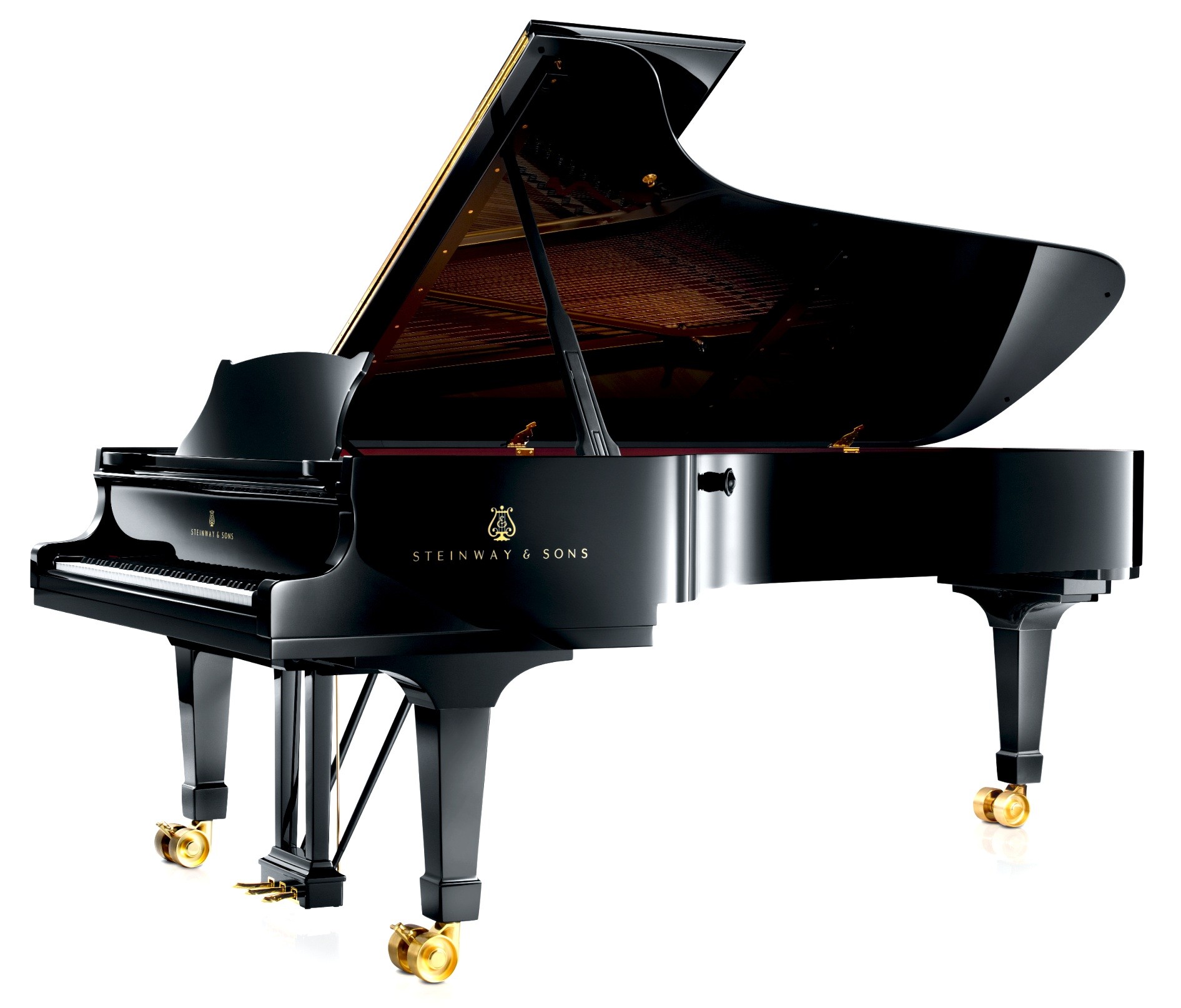
Pian Steinway

- pian - instrument muzical format dintr-o cutie de rezonanță de mari dimensiuni așezată pe trei picioare și dintr-o serie de coarde metalice, care vibrează cand sunt lovite de niște ciocănele acționate prin apăsarea unor clape; alte denumiri: clavir, pianoforte.
- pian automat (sau electric) - pian acționat de un mecanism (alimentat electric), care execută automat anumite melodii înregistrate in prealabil pe niste suluri speciale de hartie introduse în aparat.
- pian cu manivelă - pian automat care funcționeaza prin învârtirea unei manivele.
- pian mecanic – instrument cu coarde lovite și claviatură, variantă de pianină prevăzută cu un dispozitiv mecanic cu ajutorul căruia se pot reproduce numeroase piese muzicale concepute de constructor (v. și pianolă).
- piano - (indică modul de executare a unei bucăți muzicale) cu intensitate scăzută; încet.
- pianoforte - vezi pian.
- pianolă – instrument mecanic muzical, variantă de pianină prevăzută în interior cu un disc metalic pe care sunt imprimate diferite melodii. Cu ajutorul unui motor electric, discul se rotește acționând simultan clapele instrumentului.
- piesă (muzicală) - operă muzicală de proporții reduse (de obicei instrumentală); bucată; compoziție, lucrare muzicală.
- plectru - placă mică de metal, de os, de celuloid sau de alt material, cu care se ciupesc coardele unor instrumente muzicale.
- pochette sau violino piccolo - un mic instrument cu coarde frecate din varietatea cu arcuș.
- polifonie -  știință muzicală care studiază suprapunerea coordonată a mai multor linii melodice independente, care se află în relații armonice.
- piesă de caracter - piesă scurtă instrumentală (pentru pian) în formă liberă, cu elemente de expresie specifice, adesea programatice.
- polifonie - arta și tehnica suprapunerii a două sau mai multe părți vocale ori instrumentale, a căror dezvoltare este în același timp orizontală (contrapunctul) și verticală (armonia).
- poloneză (muzică):

- dans național polonez în trei timpi, având un caracter marțial, sărbătoresc; vezi și mazurcă;
- melodia acestui dans; compoziție muzicală inspirată de acest dans.
- popcorn - subgen al muzicii dance care a luat naștere în România la sfârșitul anilor 2000; este inspirat de Europop și dance-pop, având ritmuri house și trance, precum și tempo-uri rapide.
- potpuriu - suită muzicală formată din fragmente cu caracter asemănător din opere, operete etc. sau din mai multe melodii ori cântece, grupate fără o legătură strânsă între ele.
- poussée - execuție conducând arcușul în sus, dinspre vârf spre talon.
- poziție - loc al unei note sau al unei chei pe portativ; felul în care sunt ținute mâinile în timpul cântatului la instrumentele muzicale.
- prag - bucățică de lemn (de abanos) sau de os de elefant care se fizeaxă perpendicular pe capătul superior al corpului unor instrumente cu coarde și pe care se sprijina coardele.
- preludiu:

- partea introductivă a unei compoziții muzicale mai ample;
- prima piesă muzicală dintr-o suită instrumentală; piesă care precedă o fugă sau un coral;
- piesă instrumentală independentă, scrisă în formă liberă.
- progresie de acorduri - înlănțuire de relații armonice (între acorduri), de regulă concepută astfel încât să poată fi repetată într-un cadru formal simplu, uneori sprijinind improvizația.

## R
- ranchera - gen muzical tradițional mexican, caracterizat prin teme romantice, patriotice sau despre viața rurală, acompaniate de instrumente precum chitara, vihuela⁠(d), trompeta și acordeonul.
- rapsodie - compoziție muzicală, de obicei de formă liberă, compusă din motive și fragmente variate, inspirate adesea din folclor.
- recitativ - gen de muzică vocală (executată de solist), cu sau fără acompaniament instrumental, care, prin intonații și prin ritmica asemănătoare vorbirii, se apropie de declamație și care, în operă, comentează acțiunea și face legătura între arii.
- recviem - compoziție muzicală pentru soliști, cor și orchestră, alcătuită din mai multe părți, scrisă pe textul liturgic al misei funebre.
- registru:

- întinderea scării muzicale a unui instrument sau a unei voci, cuprinsă între nota cea mai de jos și nota cea mai de sus pe care le poate emite instrumentul sau vocea respectivă, fără schimbarea timbrului;
- grupul tuburilor sau butoanelor de același timbru ale unui instrument muzical.
- repriză - secțiune a unei forme muzicale (sonată, fugă etc.), în care se expune din nou un material tematic prezentat anterior.
- ripieno - totalitatea instrumentelor dintr-un ansamblu muzical care nu cântă ca soliste ci sunt opuse sau se alătură instrumentelor soliste; vezi și concertino.
- ritm - armonie care rezultă din căderea regulată și periodică a accentului într-o frază muzicală; vezi și tempo, cadență.
- romanță - compoziție muzicală vocală cu acompaniament instrumental, având un conținut liric, sentimental; piesă instrumentală cu caracter asemănător.
- rondo - piesă muzicală instrumentală cu caracter vioi, a cărei temă principală revine periodic în cursul piesei, alternând cu diferite alte teme (episoade sau cuplete).

## S
- sambúc - un fel de harfă cu patru coarde, la greci.
- scară muzicală - succesiune ordonată de note muzicale (cuprinzând în general opt octave) care se repetă într-un anumit mod și care servește drept bază pentru construirea melodiilor și armoniilor într-un anumit sistem muzical.
- scaun (sau scăunaș) - vezi căluș.
- scenă - este fiecare din subdiviziunile unui act dintr-o operă dramatică, marcată prin intrarea sau ieșirea unui personaj.
- scherzo - piesă muzicală (sau parte dintr-o sonată ori dintr-o simfonie) scrisă într-un tempo însuflețit, vioi și vesel.
- semn de expresie - semn grafic ce indică gradațiile expresive (v. agogice, semne; dinamice, semne) ce însoțesc un text muzical, sporindu-i expresivitatea. (exemple de semne agogice: accellerando, rallentando, rubato, a tempo, Tempo I°; semne dinamice: niente, p, pp, ppp, f, ff, fff, sf, sfz, dim., perdendosi, molto (f), con passione, con sentimento etc.).
- septet:

- ansamblu format din șapte voci sau din șapte instrumente care execută împreună o piesă muzicală;
- compoziție muzicală întocmită pentru șapte voci sau șapte instrumente.
- serenadă - compoziție muzicală, vocală sau instrumentală, cu caracter liric, care se executa noaptea, sub ferestrele cuiva, în semn de dragoste sau omagiu.
- serialism - tehnică de compoziție constând în folosirea unei serii de 12 sunete ca material de construcție; muzică serială.
- shimmy - dans modern asemănător cu foxtrotul, ale cărui figuri au fost preluate din dansul cake-walk; melodie după care se execută acest dans.
- simfonie:

- (În trecut) ansamblu de sunete consonante sau de sunete muzicale; compoziție muzicală instrumentală (cu soliști, cor);
- (sens curent) compoziție muzicală amplă pentru orchestră, care cuprinde de obicei trei sau patru părți.
- sincopă - efect dinamic, care implică o varietate de ritmuri, și care se obține prin mutarea accentului unei măsuri de pe timpul tare pe cel slab din urmă, fiind folosită în multe genuri muzicale, precum ragtime, jazz, jump blues, funk, gospel, reggae, dub, hip hop etc.
- solist:

- cântăreț sau instrumentist care execută o compoziție muzicală (sau o parte dintr-o compoziție muzicală) concepută pentru o singură voce sau pentru un singur instrument;
- dansator care execută singur o piesă coregrafică sau care deține un rol principal într-o compoziție coregrafică de ansamblu.
- solz de pește - un fel de instrument muzical popular, format dintr-un solz de pește, maleabil, pe care executantul îl introduce între buza de jos și partea inferioară a dinților, punându-l în vibrație prin coloană de aer a respirației.
- sonată - piesă muzicală pentru unul sau două instrumente, alcătuită din trei sau patru părți, deosebite între ele ca structură, tonalitate, ritm etc., dar care se completează într-o succesiune logică și unitară; vezi și sonatină.
- sonatină - sonată de proporții mai reduse, mai ușor de interpretat și cu o dezvoltare mai redusă, cu numai 2-3 părți..
- sonoritate:

-  însușirea de a fi sonor; timbru cald și plin; muzicalitate;
- proprietatea ce au unele corpuri de a întări sunetele repercutându-le.
- soprană - cea mai înaltă dintre cele cinci categorii ale vocii omenești (de femeie sau de copil), al cărui ambitus se întinde de la mi din octava întâi până la sol din octava a doua
  - soprană lirică - tip de soprană care are o calitate vocală caldă, cu un timbru luminos, plin.
- spinetă - vezi cembalo.
- stochastică, muzică ~ - muzică apărută ca o reacție necesară la limitele polifoniei, serialismului integral și rezultată din introducerea noțiunii de probabilitate (care implică calculul combinatoriu).
- strună - vezi coardă.
- studiu - compoziție muzicală cu caracter de virtuozitate, destinată mai ales îmbunătățirii tehnicii instrumentale.
- subdiviziune binară - subdiviziune a unui timp în două, patru sau opt părți egale.
- subgen muzical - ramură specifică a unui gen muzical principal și care se distinge prin anumite caracteristici stilistice, sonore, tematice sau culturale care îl diferențiază de genul principal din care provine; apare când un grup de artiști dezvoltă un stil distinct în cadrul unui gen mai larg, fie prin inovații stilistice, fie prin combinarea elementelor din mai multe genuri.
- suită:

- lucrare muzicală instrumentală alcătuită din mai multe părți scrise în aceeași tonalitate, dar contrastante prin caracter și prin mișcare; vezi și partita;
- fragmente selective extrase dintr-o lucrare mai amplă (operă, balet etc.).
- sunete armonice - ( sau armonicele unui sunet fundamental) - vibrații sinusoidale a căror frecvență este un multiplu întreg al unei frecvențe fundamentale.
- surdină - dispozitiv din metal sau din lemn, în formă de gheară la instrumentele cu coarde sau în formă de dop la instrumentele de suflat, folosit pentru atenuarea intensității sonore unor instrumente muzicale.
- surlă - instrument de suflat, în formă de fluier, cu mai multe orificii și cu ancie dublă, folosit în trecut, mai ales în armată.

## T
- tablou – subdiviziune a unei opere dramatice (piesă de teatru, operă, operetă, etc.), în special al unui act, corespunzând unui moment din desfășurarea intrigii.
  - tablou simfonic - lucrare simfonică alcătuită dintr-o singură parte, având un program cu conținut plastic sau descriptiv.
- talger - instrument de percuție format din două discuri de alamă care, ușor lovit unul de altul, produce sunete puternice; sinonime: cimbal, cinel; vezi și cembalo.
- talger-charleston - talger dublu acționat cu piciorul de baterist, în orchestra de jazz.
- tam-tam:

- instrument de percuție alcătuit dintr-un disc concav de metal forjat, care, lovit cu un ciocănel de lemn căptușit cu postav, vibrează, producând sunete puternice; vezi și gong;
- instrument muzical african asemănător cu toba.
- tamburină - instrument muzical de forma unei tobe mici, cu pielea întinsă numai pe o singură parte, cu mici talgere sau cu clopoței împrejur, folosit pentru acompanierea ritmică a dansului în Spania, Italia și în Orient.
- tastieră:

- mecanism care declanșează sunetele unui tub de orgă sau coardele unor instrumente cu claviatură;
- plăcuță specială de lemn tare, fixată la instrumentele cu coarde, în continuarea părții superioare a cutiei de rezonanță.
- tautofonie - repetiție supărătoare a acelorași sunete.
- temă - motiv melodic dintr-o piesă muzicală.
- temperat:

- (despre instrumente cu claviatură) care are intervalurile de tonuri împărțite în câte două semitonuri
- (sistem ~) sistemul împărțirii intervalelor de tonuri în câte două semitonuri egale.
- tempo - viteză cu care se execută o piesă muzicală, conform conținutului și caracterului acesteia și descris pe partituri prin termeni ca: andante, moderato, allegro; vezi și: ritm, cadență, mișcare.
- terțet (sau terțină) - ansamblu muzical compus din trei voci sau din trei instrumente care execută împreună o piesă muzicală scrisă pentru un astfel de ansamblu; sinonim: trio.
- tetralogie - operă muzicală compusă din patru părți distincte.
- text - cuvintele unei compoziții muzicale.
- timbru - calitate specifică a unui sunet care permite ca el să fie distins de un altul, fiind una dintre cele patru caracteristici ale sunetului, alături de înălțimea, intensitatea și durata acestuia; altă denumire: culoare a sunetului.
- timp - fiecare dintre fazele egale care alcătuiesc o măsură; bătaie.
- tocată:

- compoziție muzicală pentru instrumente cu claviatură;
- piesă muzicală de virtuozitate pentru un instrument sau pentru orchestră, având un ritm sacadat.
- ton:

- sunet simplu, produs de o sursă care vibrează sinusoidal în timp; interval între două sunete (muzicale) situate la distanță de o secundă mare;
- (prin extensie) sunet reprezentând cea mai mare distanță dintre treptele alăturate ale gamei;
- tonalitatea unei piese muzicale.
- tonalitate:

- ansamblul legilor care stau la baza gamelor; sistem de funcțiuni care converg în jurul tonicii și se subordonează acesteia;
- raportul dintre sunetele unei scări muzicale față de acordul ei principal (vezi și ton).
- tonică - treapta întâi a modurilor major sau minor; acord construit pe această treaptă.
- transcriere - prelucrare a unei bucăți muzicale scrise pentru un anumit instrument sau pentru o anumită voce, în scopul de a fi cântată la alt instrument sau de altă voce
- treaptă - unul dintre sunetele ce intră în componența unei scări modale sau tonale; vezi și cifraj.
- trianglu - instrument de percuție constând dintr-o vergea de oțel, îndoită în formă de triunghi, care, fiind lovită cu o baghetă din același metal, emite sunete cristaline.
- trio - vezi terțet.
- trompă - (învechit) trompetă,  trâmbiță.
- tub - (la instrumentele de suflat din alamă)țeavă care produce sunete de diferite tonalități (în funcție de lungimea și diametrul piesei respective) când trece un curent de aer prin aceasta.
- tușeu - felul în care un pianist atinge clapele pianului în timpul execuției unei piese muzicale.

## Ț
- țiteră - instrument muzical compus dintr-o cutie de rezonanță cu coarde de metal, puse în vibrație prin atingere cu o lamă (ori cu un inel) de os sau de metal; altă denumire: canon.

## U
- ukulele – chitară mică cu patru coarde, originară din insulele Hawaii.
- unison:

- executare de către un grup vocal sau instrumental a unei melodii la aceeași înălțime;
- (efect produs de) două sau de mai multe instrumente, voci etc. ce produc simultan un sunet de aceeași înălțime.
- uptempo - tempo vioi, crescut, rapid, interpretat sau reprodus cu asemenea intensitate; termen-umbrelă pentru stilurile cu ritm rapid din muzică electronică.[1]
- uvertură - compoziție muzicală, alcătuită din trei părți, pentru orchestră, concepută ca introducere la o operă, la un oratoriu, la o suită instrumentală etc. sau ca o lucrare independentă.

## V
- vals - dans în măsura de trei timpi, cu mișcări relativ vioaie, care se dansează în perechi; melodie după care se execută acest dans.
- violino piccolo - vezi pochette.
- violoncel - instrument muzical cu coarde și arcuș asemănător cu vioara, dar de dimensiuni mult mai mari, cu un timbru mai grav și care se ține în poziție verticală; altă denumire: cello.
- vocalizare - vezi catastază.
- vocaliză:

- executare a unui text muzical vocal prin înlocuirea denumirii notelor cu vocale, de preferință „a” sau „o”;
- (la plural) exerciții de canto constând în executarea unor serii de note pe anumite vocale;
- piesă muzicală vocală fără cuvinte, uneori cu caracter de virtuozitate.
- voce artificială - sunet complex ale cărui caracteristici tehnice (componente spectrale, intensitate, regim tranzitoriu) corespund în mod sensibil cu acelea ale unei voci umane medii.
- voce de cap - registru vocal în care vocea rezonează în zona capului și a gurii, fiind folosit în special la operă și la stilul heavy metal.
- voce de piept - registrul vocal obișnuit vorbirii al unei persoane, fiind specific vocilor masculine.
- vodevil - mică piesă de teatru de un comic facil, cu intrigă complicată, neverosimilă și o acțiune bogată, dar artificială, în al cărei text sunt intercalate cuplete satirice cântate.
- volum - forță, intensitate, amploare a sunetelor emise de o voce sau produse de un instrument muzical.

## W
- world music - curent muzical de la sfârșitul anilor 1980, născut din jazz, din muzică pop și din muzicile extra-occidentale; alte denumiri: muzică etnică, muzică etno.

## X
- xilofon - instrument de percuție, alcătuit dintr-un sistem de plăci de lemn acordate diferit, care vibrează și emit sunete când sunt lovite cu niște ciocănele de lemn, de sticlă sau de metal.

## Y
- yéyé (sau yé-yé) - stil muzical american, specific tineretului din anii 1960.

## Z
- zapateado - dans spaniol, foarte popular și în Mexic, caracterizat prin bătaia rapidă a tocurilor dansatorului.
- zarzuela - gen al operetei spaniole, asemănător operei comice franceze, caracterizat prin introducerea unor interludii muzicale în cadrul unei piese de teatru.
- zoppa, alla ~  - dans popular italian în măsura de 6/8.